# Château de Giebichenstein
Le château de Giebichenstein est un château fort du faubourg de Giebichenstein, à Halle en Saxe-Anhalt. Il se dresse à 87 m au dessus du niveau de la mer et fait partie de la Straße der Romanik. Cette forteresse a été l'une des premières édifiées par les Ottoniens le long de la vallée de la Saale : aussi la cité de Halle possède-t-elle, avec Giebichenstein et le Moritzburg le château le plus ancien et le château le plus récent de cette vallée. Wilhelm Grimm, en cure à Halle, y a résidé en 1809. Il abrite depuis 1915 une école d'arts plastiques réputée.

## La motte castrale
Le site historique de Giebichenstein, à l'époque du royaume des Francs, se trouvait au cœur du territoire des Neletici. Quoiqu'il ne soit pas compté au nombre des forts des Marches de l'Est (Burgward), on peut supposer qu'en tant que centre de pouvoir, il avait une fonction militaire comparable. La construction des Burgward fut en effet la première tentative des rois germaniques, conquérants des territoires slaves au IXe siècle, d'y implanter leur système féodal. L'importance de Giebichenstein, au carrefour de routes commerciales et environné de salines, est confirmée par le fait qu’Othon Ier y promulgua divers actes. En 961, le château est qualifié de civitas, quæ Givicansten nuncupatur. Dans un document daté du même jour, il est qualifié d’urbs videlicet Giviconsten cum salsugine. Le territoire des Neletici et Giebichenstein furent attribués par la Couronne à l’abbaye Saint-Maurice de Magdebourg. Ce monastère devient en 968 le noyau de l’archevêché de Magdebourg.
Le fort du Xe siècle n'avait rien de commun avec le château médiéval. On ignore d'ailleurs jusqu'à son emplacement exact ; il est toutefois vraisemblable qu'il occupait le point culminant de la colline, à l'est des remparts actuels, au lieu-dit Alte Burg ou Amtsgarten. La mention du castrum Givekenstein doté d’une chapelle dans une source de 1116, fait certainement référence à l’Alte Burg.
Pour le jeune archevêché de Magdebourg, le château fort revêtait une certaine importance, qu'on ne soupçonne plus aujourd'hui. C'est dans ce château que trois évêques : Adalbert (981), et les évêques Taginon et Walthard (1012), finirent leurs jours, et furent inhumés. En outre, le roi de Germanie y détenait prisonniers ses opposants, membres de la haute noblesse : parmi les détenus les plus célèbres, il y eut Henri de Schweinfurt (1004), Adalbert d'Este (de 1014 à 1018), Ernest II de Souabe (de 1027 à 1029), Godefroi de Lotharingie et enfin surtout Louis le Sauteur, Landgrave de Thuringe, coupable d'avoir assassiné le comte palatin de Saxe.

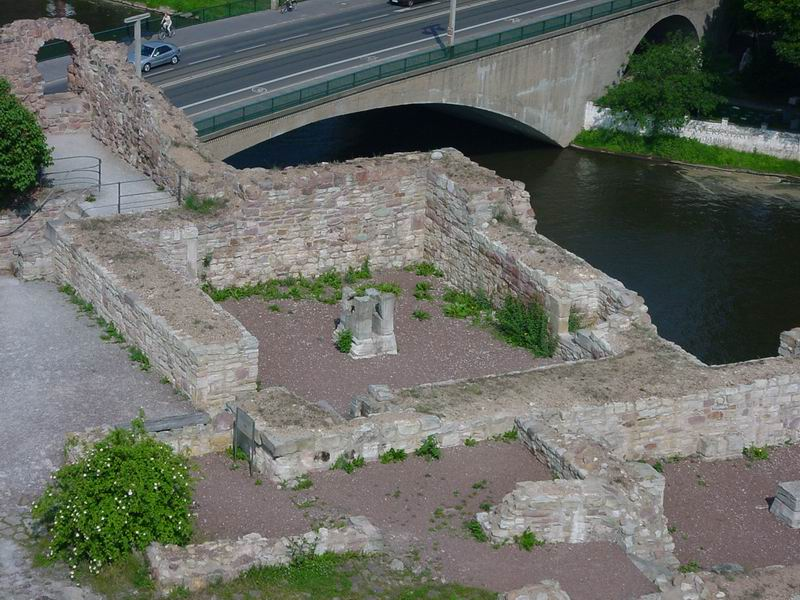
Les ruines du donjon médiéval, dans la première enceinte.

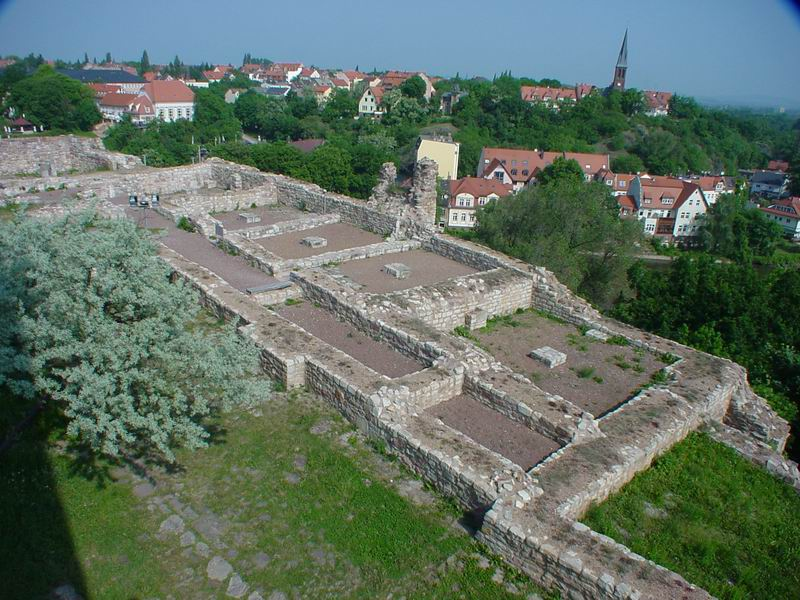
Ruines du palais médiéval.

L'importance de ce château est encore soulignée par le fait que l’empereur Henri IV y a résidé pendant l'année 1064. Frédéric Barberousse y convoqua en 1157 la diète d'Empire.

## La première enceinte (XIIesiècle)
L’évolution décisive du fief de Giebichenstein, de fort des marches à celui de domaine de l’archevêché de Magdebourg, a été accomplie sous l’apostolat de l’archevêque Wichmann (1152–1192). À partir de 1154, Wichmann a signé plusieurs de ses décrets à Giebichenstein. C'est de cette période que datent les plus anciens vestiges des remparts de la première enceinte du château : sur des rochers jusque-là vierges de tout édifice se sont dressés en une fois la grande porte, les remparts et la tour sud. Outre l'étroit passage ménagé au travers de la grande porte romane, il y avait manifestement dans le rempart sud une seconde entrée, ainsi qu'une tour. Les murs d'enceinte avaient une épaisseur d'au moins 4,50 m. Des croquis du XVIe - XVIIe siècle montrent deux chemins de ronde superposés, qui doivent être une addition postérieure. Au cours de la seconde moitié du XIIe siècle, on équipa les remparts du parement nord d'un donjon et d'une salle du palais.
Le donjon roman, doté par la suite d'un foyer, avait une superficie en plan d'environ 11 m2. Il était aménagé avec tout le confort possible de l'époque, des escaliers de pierre et une grande cheminée. Lors des fouilles, on a dégagé un pilier creux comportant des lobes quadrifoliés, dont la fonction demeure mystérieuse ; il témoigne toutefois, comme d'autres vestiges d'ornements, de la fonction d'apparat que revêtait le palais. L'entrée du donjon se trouvait exactement face à l'entrée de la chapelle princière.
Il y avait aussi une église dans la cour, et l'on peut présumer sans risque d’erreur qu'elle était aussi somptueuse que les appartements princiers. Pour s'en faire une idée, on peut se la représenter comme l'abbaye de Wimmelburg et la collégiale du château de Seeburg.

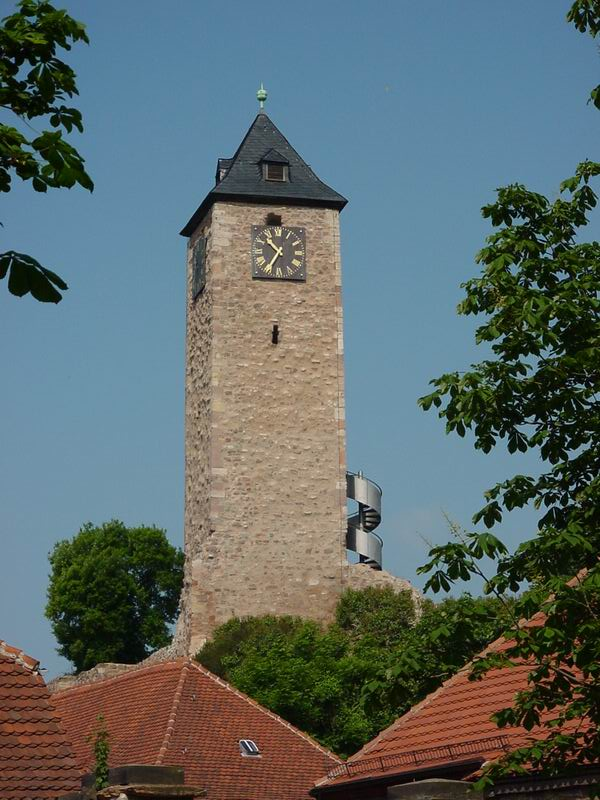
Château de Giebichenstein : la grande porte de la première enceinte.

Le plus prestigieux édifice de la première enceinte était la salle du trône, d'une superficie de 36×11 m, appuyée contre les remparts Nord. Là aussi, on a exhumé des pierres portant une ornementation d'une richesse inhabituelle. On a dégagé les cloisons de cinq pièces, toutes dotées d'un accès direct avec l'extérieur. Il y avait en façade de ce palais une arcade qui devait donner accès directement aux pièces de l'étage supérieur : l'aspect de cet édifice devait être proche de celui des palais de Runneburg ou de la Wartbourg.
À l'ouest de la chapelle et du donjon, il y avait plusieurs corps de logis sur lesquels on n'a que peu d'indications : seuls les murs et deux caves subsistent.
En 1215, la forteresse de Giebichenstein a été assiégée par l’empereur Frédéric II au cours de la lutte pour l'hégémonie entre Guelfes et Gibelins, qui l'opposait à Othon IV. L’archevêque Albert II avait embrassé la cause des Guelfes. On ignore l'issue du siège, mais au cours de cette campagne Othon IV perdit ses derniers alliés et dut renoncer à ses prétentions au trône.
Le château a été agrandi entre 1260 et 1266, sous le règne de l’archevêque Ruprecht. Il a été entièrement reconstruit selon les canons du gothique entre 1361 et 1368 sous le règne de l’archevêque Dietrich. À l'est du palais, on a construit un hôtel particulier, doté par la suite d'une aile sud.
À partir de 1382, le château de Giebichenstein est devenu le palais des archevêques de Magdebourg : les tensions avec les bourgeois de Halle allaient aboutir à l'indépendance de la ville, rendant cet éloignement nécessaire. Dès 1369, les archevêques ytenaient systématiquement conseil et à partir de 1402, tous ces prélats ont fini leurs jours dans cette résidence princière.

## La deuxième enceinte (XVesiècle)

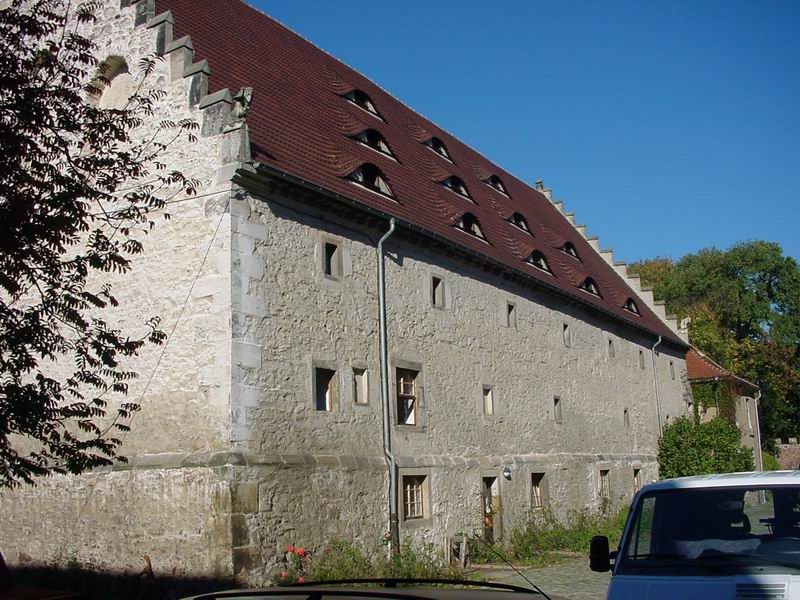
Château de Giebichenstein : la grange aux dîmes du châtelet

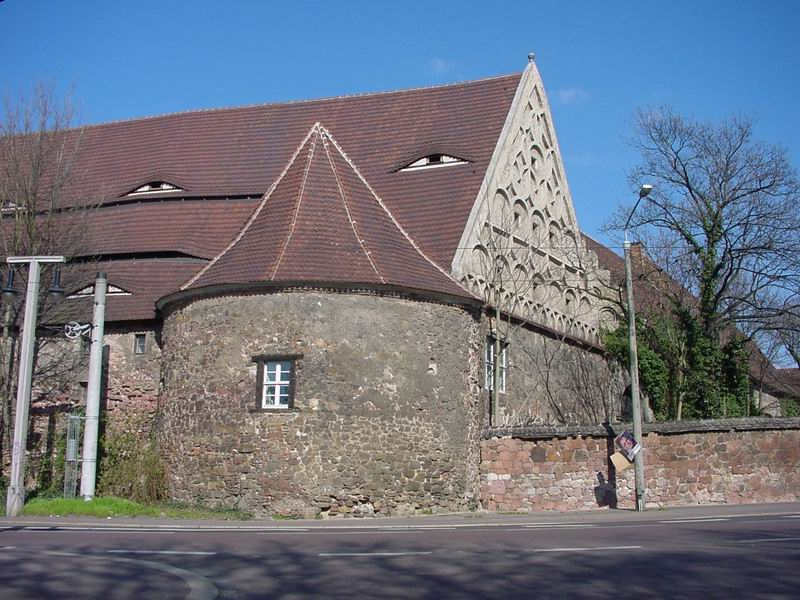
Le château de Giebichenstein, la tour d'angle au sud-est de la seconde enceinte et la brasserie du XVIIe siècle.

Cette deuxième enceinte a été édifiée entre 1445 et 1464, sous les règnes des archevêques Gunther II et Frédéric III. Gunther II venait pour cela de vendre les châteaux de Lauchstädt, de Liebenau et de Schkopau. Il n'y a aucune trace archéologique d'une construction ayant précédé ce châtelet, mais on suppose qu'un tel château a dû posséder un avant-poste ou peut-être un magasin. Les remparts et leurs tours de flanquement, les douves et la distribution des rues reflètent une conception cohérente. Seul le rempart oriental est dégagé de maisons. La grange aux dîmes a été construite sous le règne de l'archevêque Johannes.
Quelques années avant la fin des travaux, pourtant, le destin de cette citadelle a basculé : l'archevêque Ernest II de Saxe, frère du chef protestant Frédéric le Sage, s'était fait édifier un nouveau palais à Halle, le fort bastionné de Moritzburg. Avec l'achèvement de ce palais en 1503, le château fort de Giebichenstein perdit définitivement son rôle politique et administratif et ne servit plus, jusqu'au XIXe siècle, que de halles pour l’octroi. Dès 1500, les appartements servaient d'entrepôts : on ajouta une brasserie à l'ouest dans la seconde enceinte, et au nord le réfectoire fut converti en distillerie. En 1514, les archevêques déménagèrent définitivement dans le Moritzburg. Au XVIe siècle, la première enceinte commença à tomber en ruines, et seuls quelques réparations en bois évitaient un délabrement complet. Une gravure de Merian d'avant 1636 représente le palais comme une ruine.
Les Suédois occupèrent la forteresse au cours de la Guerre de trente ans : ils laissèrent se délabrer la première enceinte et une partie de la deuxième enceinte fut la proie de leurs tirs d'artillerie défensifs. Désormais, la première enceinte tomba à l'abandon.
En 1706, les princes se firent édifier une folie baroque dans la moitié est de la seconde enceinte. Le receveur de l'octroi, Ochs, ordonna la construction d'un pont de pierre et fit aménager les douves et le château fort en parc de promenade.

## Restaurations, destination actuelle

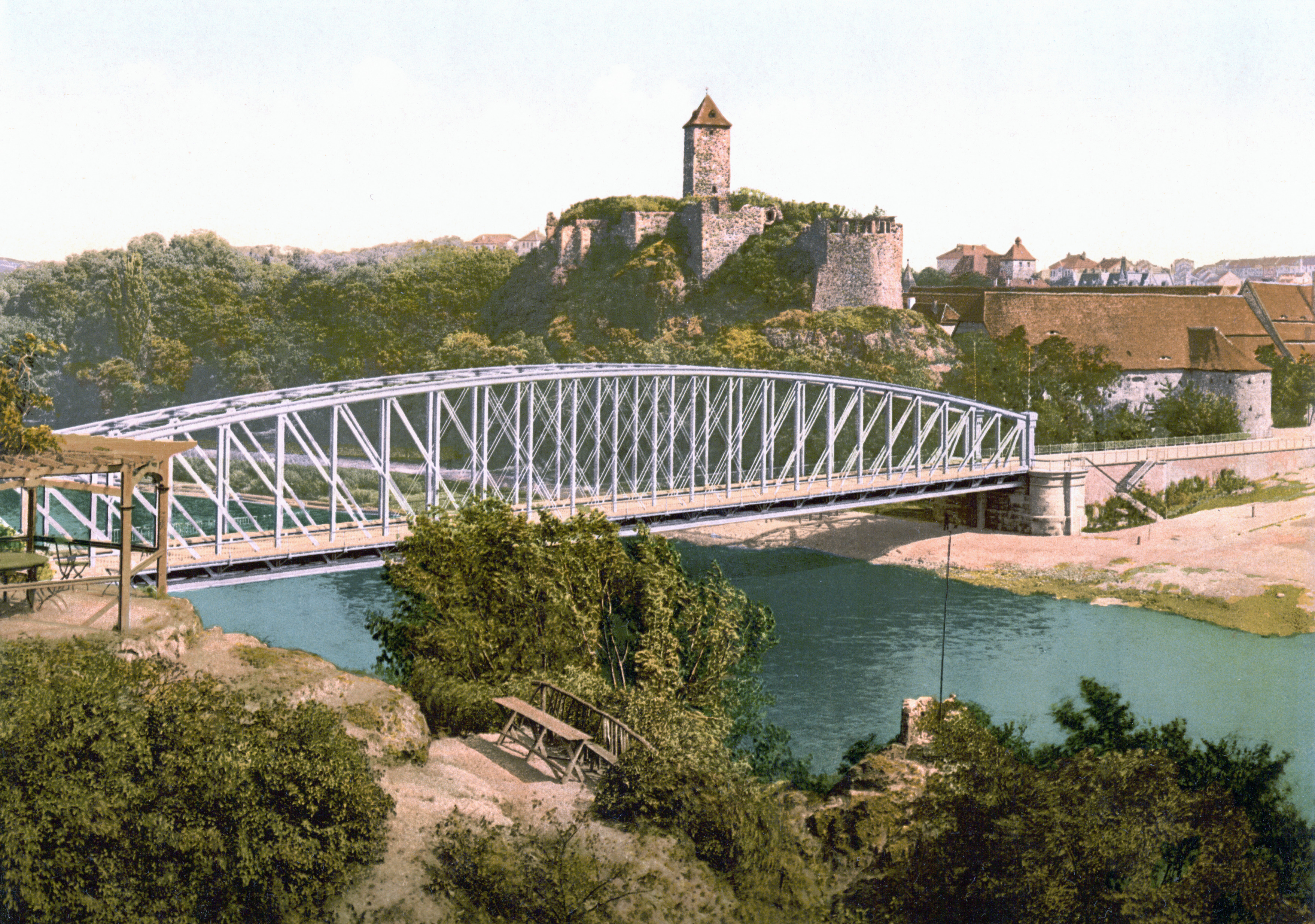
Le château de Giebichenstein vers 1900

Depuis le XIXe siècle, différents travaux de réparation ont été menés : démolition de constructions jugées anachroniques et tentatives de reconstitution des édifices historiques. Depuis 1921, la ville de Halle est propriétaire du château. Elle a fait construire une école d'artisanat dans la seconde enceinte, qui a entretenu des liens étroits avec le Bauhaus. Son directeur, Paul Thiersch, a procédé aux réaménagements nécessaires à partir de 1915, en s'inspirant des idées du Deutscher Werkbund et, avec l'aide de professeurs de la trempe de Charles Crodel, Hans Finsler, Gerhard Marcks, Johannes Niemeyer, Gustav Weidanz et Hans Wittwer, pouvait rivaliser avec le Bauhaus de Dessau. Dès 1933, on y enseignait jusqu'à 13 spécialités, sans délaisser pour cela l'importance du travail manuel. En 1951, l'esprit réformateur de la RDA remit en cause la forme des cours (Formalismusstreit), mais l'école conserva son ancien directeur, Walter Funkat, jusqu'en 1964. En 1958, elle fut rebaptisée  Hochschule für industrielle Formgestaltung Halle. En 1990, elle prit le nom de Burg Giebichenstein Hochschule für Kunst und Design Halle, et depuis 2010 Burg Giebichenstein Kunsthochschule Halle. En 2015 l'école a fêté son centenaire.
À l'occasion du millénaire de la ville de Halle en 1961, Hans-Joachim Mrusek a mené des fouilles complètes de la première enceinte. Elles ont permis de dégager complètement les fondations de la citadelle. À la fin des fouilles, le site a été aménagé en musée de plein air avec un belvédère donnant sur toute la vallée de la Saale.

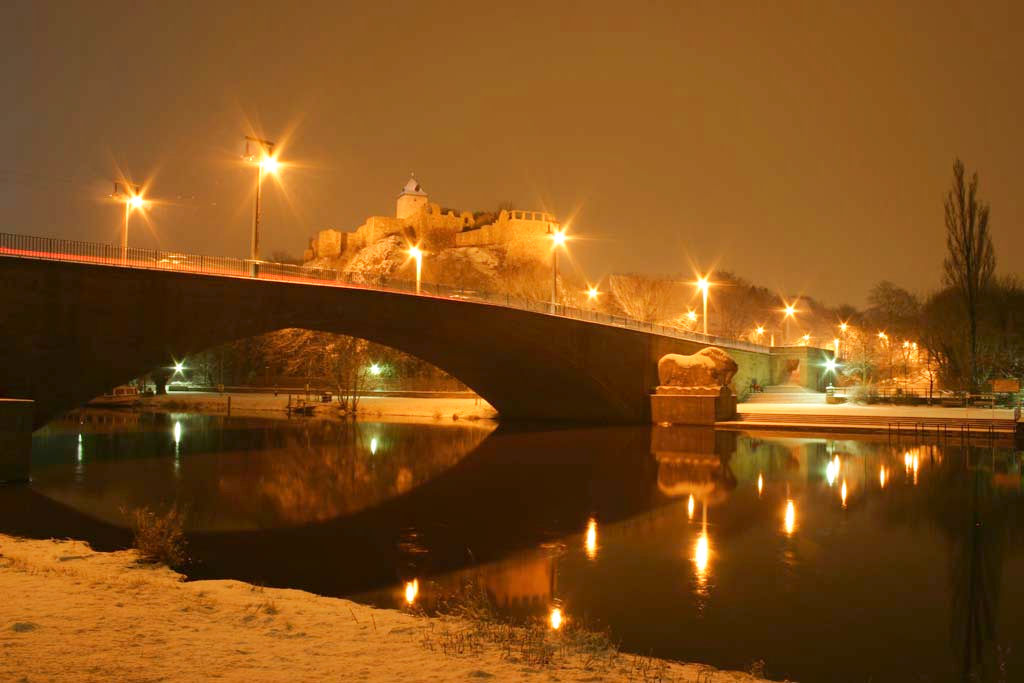
Le château de Giebichenstein avec le pont de Kröllwitz de nuit

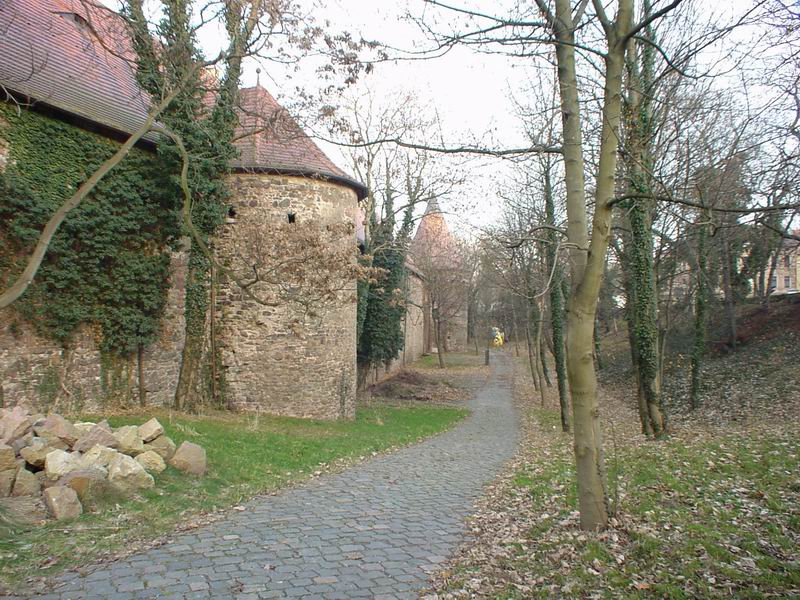
Les remparts médiévaux du châtelet flanqués de tours et le fossé.

## Louis le Sauteur
Une légende est liée au château de Giebichenstein. Le Landgrave de Thuringe Louis le Sauteur, était tombé amoureux d’Adélaïde, l’épouse du comte palatin Frédéric de Saxe. Louis assassina son rival au cours d'une chasse et épousa enfin Adélaïde ; mais les parents du comte palatin demandèrent réparation, et c'est ainsi que l’empereur Henri IV jeta Louis dans les geôles de Giebichenstein.
Selon la légende, le margrave Louis se serait évadé grâce à un plongeon téméraire dans la Saale. Mais il aurait été repris, puis finalement libéré, en payant son forfait par la subvention de nombreuses œuvres religieuses : c'est ainsi qu'il aurait fondé le monastère de Reinhardsbrunn en Thuringe. Son célèbre plongeon lui valut au XVe siècle le surnom de « Sauteur » (Springer).
Cette légende, qui tente de justifier le surnom de Springer, résulte d'une interprétation fautive du qualificatif latin de Salicus, qui rappelle que le margrave Louis était un prince de la dynastie des Saliens. Ainsi Louis n'a sans doute jamais été emprisonné dans les tours du château de Giebichenstein.

## Voir également
- (de) Cet article est partiellement ou en totalité issu de l’article de Wikipédia en allemand intitulé « Burg Giebichenstein » (voir la liste des auteurs).
- L'école des Beaux-Arts de Halle à Giebichenstein
- Le château fort sur le site www.burgenwelt.de
- Reconstitution du château au moyen âge